# Naples (Nova York)

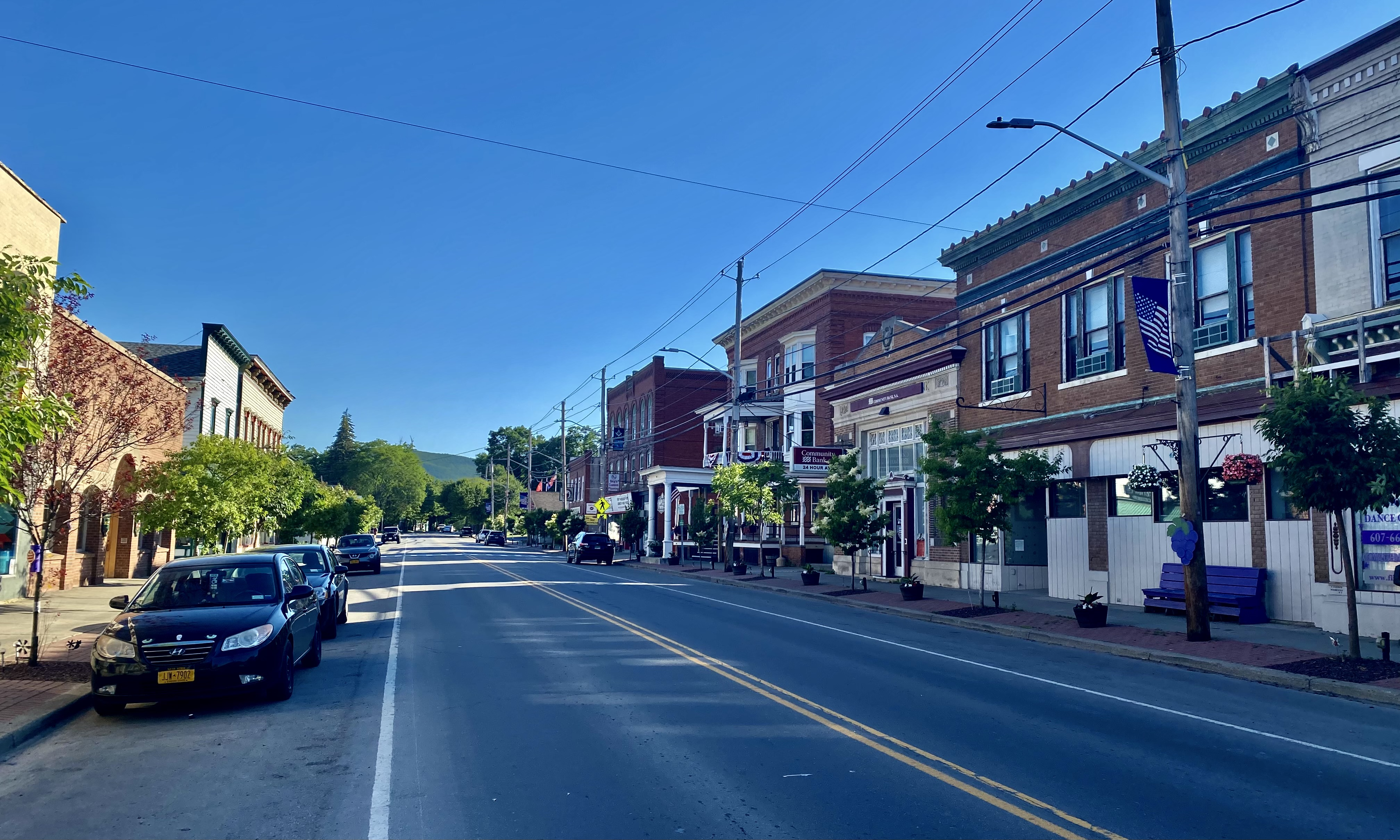
Imatge del South Main Street.

Naples és una població dels Estats Units a l'estat de Nova York. Segons el cens del 2000 tenia 1.072 habitants.

## Demografia
Segons el cens del 2000, Naples tenia 1.072 habitants, 453 habitatges, i 284 famílies. La densitat de població era de 422,3 habitants/km².
Dels 453 habitatges en un 31,6% hi vivien nens de menys de 18 anys, en un 45,3% hi vivien parelles casades, en un 13% dones solteres, i en un 37,3% no eren unitats familiars. En el 32% dels habitatges hi vivien persones soles el 15,7% de les quals corresponia a persones de 65 anys o més que vivien soles. El nombre mitjà de persones vivint en cada habitatge era de 2,37 i el nombre mitjà de persones que vivien en cada família era de 2,98.
Per edats la població es repartia de la següent manera: un 26,8% tenia menys de 18 anys, un 5,4% entre 18 i 24, un 26,9% entre 25 i 44, un 25% de 45 a 60 i un 16% 65 anys o més.
L'edat mediana era de 39 anys. Per cada 100 dones de 18 o més anys hi havia 83,4 homes.
La renda mediana per habitatge era de 34.219 $ i la renda mediana per família de 42.841 $. Els homes tenien una renda mediana de 34.107 $ mentre que les dones 21.563 $. La renda per capita de la població era de 16.067 $. Entorn del 12% de les famílies i el 13,2% de la població estaven per davall del llindar de pobresa.